# 名もなきヒーロー
「名もなきヒーロー」は、日本のロックバンド、9mm Parabellum Bulletの楽曲で、2019年4月10日に10枚目のシングルとして発売された。

## 概要
前作から約2年ぶりの発売となるシングル。アルバム『DEEP BLUE』では、トラック2に収録。

## 収録曲
1. 名もなきヒーロー
2. Live Track From “chaos in 100years TOUR 2018” 19.03.17 At Zepp Sapporo